# علیرضا قشقاییان
 علیرضا قشقاییان  (زاده ۸ اسفند ۱۳۳۲) بازیکن سابق فوتبال ایران است. وی سابقه بازی در باشگاه فوتبال برق شیراز را دارد.
وی سابقه ۵ بازی ملی نیز در کارنامه دارد.